# Brian Lyn
Brian Lyn (geb. 8. November 1961) ist ein ehemaliger antiguanischer Radrennfahrer.
Er trat bei den Olympischen Sommerspielen 1984 in Los Angeles an. Im Sprint schied er nach den Vorläufen aus.